# Regionalverkehr Bern–Solothurn
Der Regionalverkehr Bern–Solothurn, abgekürzt RBS, ist ein Regionalverkehrsunternehmen in der Schweiz. Er betreibt vier meterspurige und mit 1250 Volt Gleichspannung elektrifizierte Bahnstrecken in den Kantonen Bern und Solothurn. Alle vier sind in die S-Bahn Bern integriert:

## Bahnverkehr
| Linie | Strecke              | Länge   |
| ----- | -------------------- | ------- |
| S7    | Bern–Worb Dorf       | 15,1 km |
| S8    | Bern–Bätterkinden    | 23,6 km |
| S9    | Bern–Unterzollikofen | 05,4 km |
| RE5   | Bern–Solothurn       | 33,6 km |

Zum RBS gehört auch eine von vier in der Schweiz existierenden Streckenanlagen, die über ein Dreischienengleis verfügen. Alle Streckenteile und Bahnhöfe sind mit der Zugsicherung ZSL 90 ausgerüstet.
Darüber hinaus gehört dem RBS auch die ebenfalls meterspurige, 9,68 Kilometer lange Bahnstrecke Bern–Worb Dorf. Sie ist eng mit der Strassenbahn Bern verknüpft, wurde bis 2010 als Linie G bezeichnet und ist mit 600 Volt Gleichspannung elektrifiziert; seit Dezember 2010 ist für den Zugverkehr nicht mehr der RBS, sondern Bernmobil verantwortlich. Das Schwesterunternehmen des RBS ist der Busbetrieb Solothurn und Umgebung (BSU), der den Stadt- und Regionalbusverkehr in der Region Solothurn betreibt. RBS und BSU teilen sich die Direktion. Aktionäre sind der Bund (31 %), die Kantone Bern (35 %) und Solothurn (8 %), Berner Gemeinden (3 %), die Stadt Solothurn und Solothurner Gemeinden (je 1 %), Bernmobil (15 %) und Private (6 %).
2014 wurde der RBS nach den ISO-Normen 9001 (Qualitätsmanagementnorm), ISO 14001 (Umwelt) und 18001 (Occupational Health and Safety Assessment Series) zertifiziert.

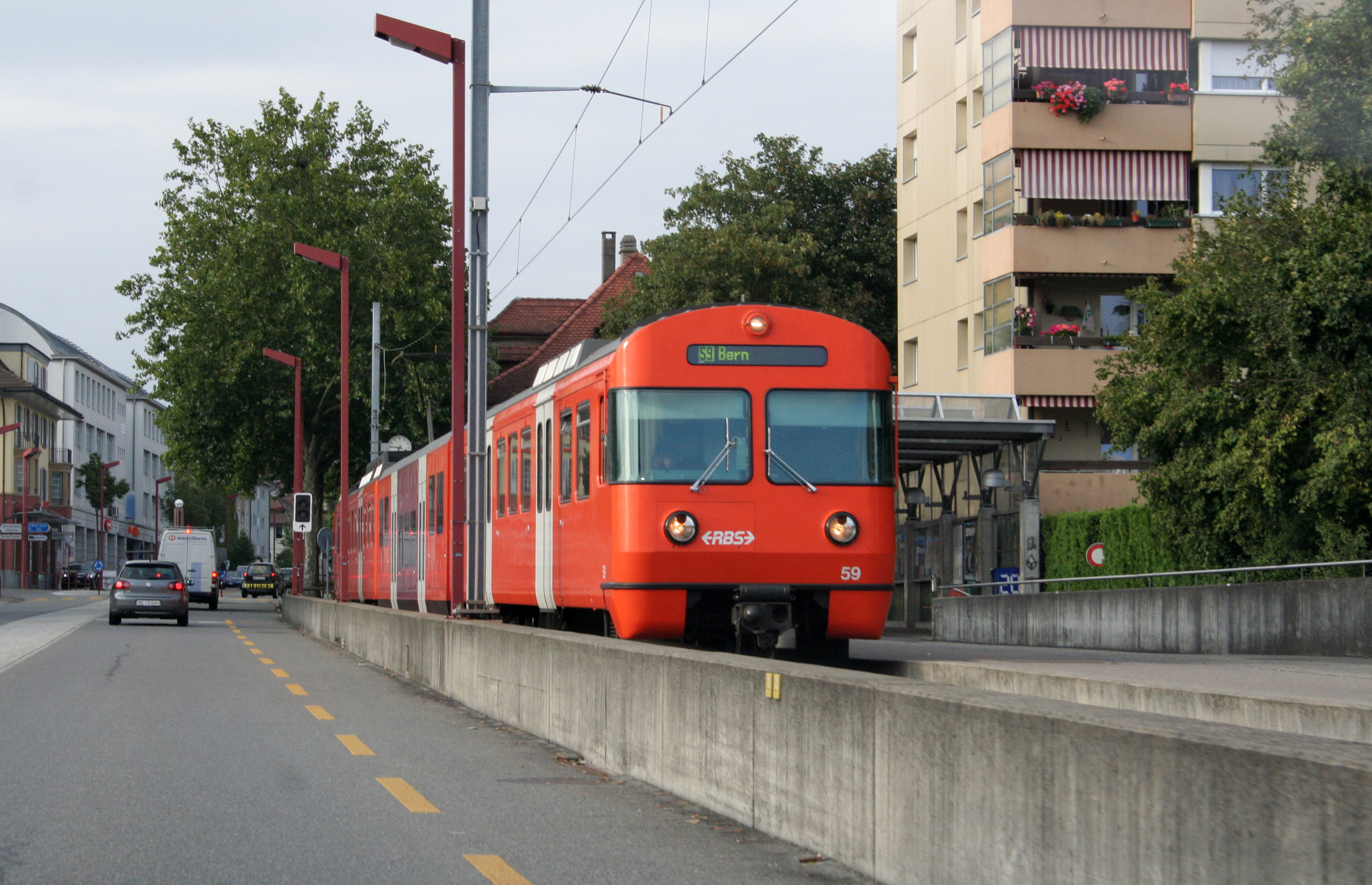
RBS-Vorortszug in Unterzollikofen
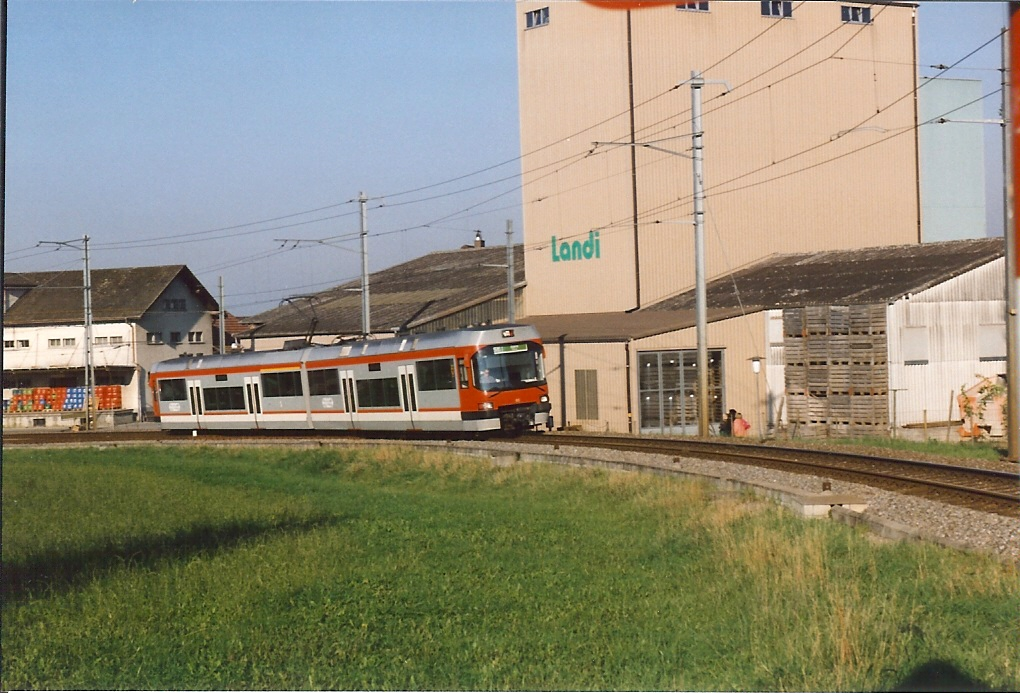
Triebzug des Typs ABe 4/8 in Fraubrunnen
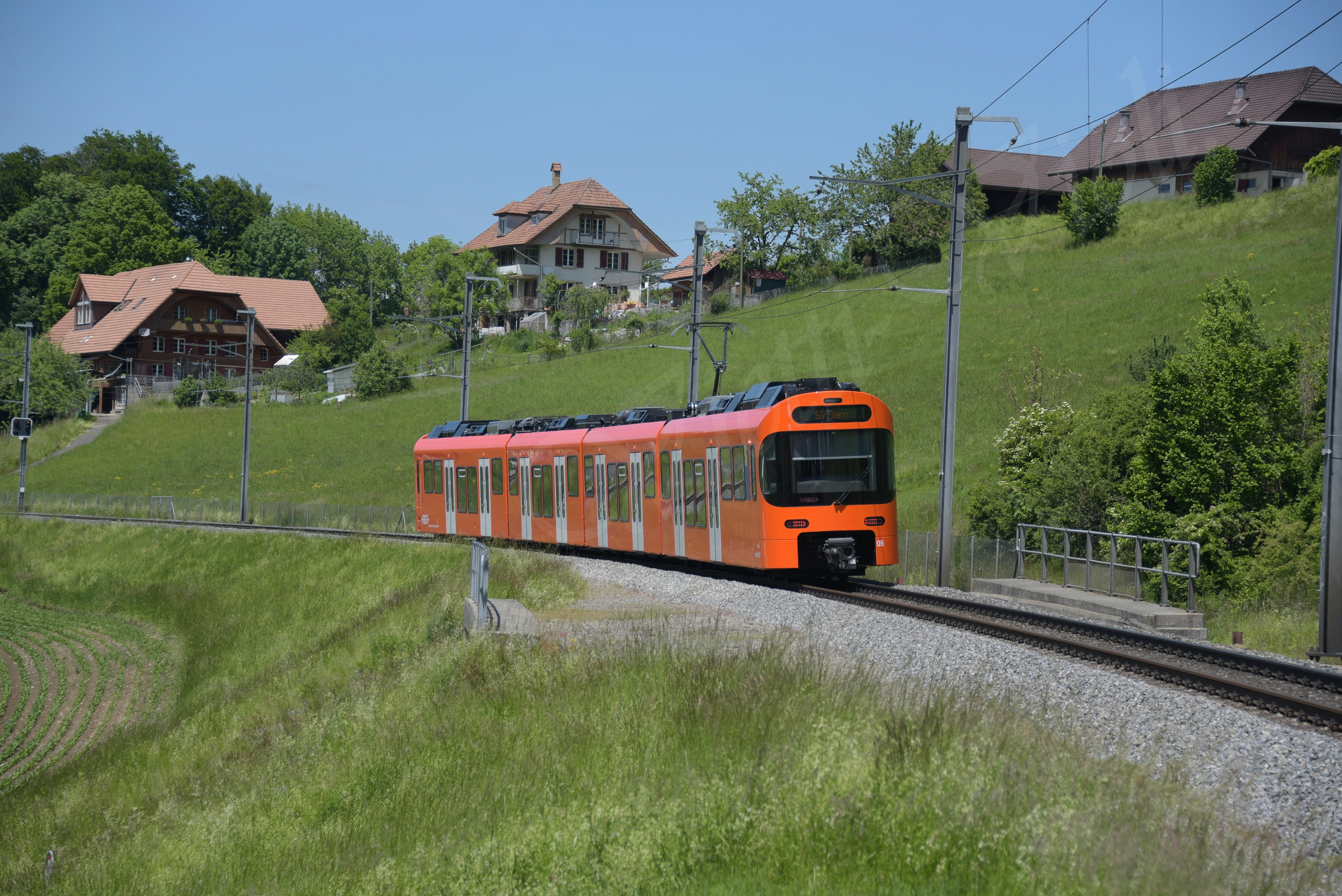
Die Mitte 2018 abgelieferte Worbla bei Vechigen

## Geschichte
Der RBS entstand zum 1. Januar 1984 aus der Fusion der Vereinigten Bern-Worb-Bahnen (VBW) und der Solothurn–Zollikofen–Bern-Bahn (SZB) und befindet sich zu 94 Prozent im Eigentum des Bundes, der Kantone und der anliegenden Gemeinden.
1999 wurde der Güterverkehr zwischen Zollikofen und Deisswil sowie 2000 derjenige zwischen Solothurn und Fraubrunnen der Verantwortung von SBB Cargo übertragen. Diese stellte die Bedienung mit Rollböcken schliesslich Ende 2003 ein. Einzig die Bedienung des Betonwerks in Worblaufen sowie der Karton Deisswil AG mit einer Bm 4/4 der SBB über das Dreischienengleis Zollikofen–Worblaufen–Bolligen–Deisswil blieb erhalten. Die Kartonfabrik Deisswil stellte ihren Betrieb nach den Osterferien 2010 ein, womit sich die Güterbedienung auf Fahrten zum Betonwerk Worblaufen beschränkte. Da dieser Aufwand nicht mehr zu rechtfertigen war, strich SBB Cargo den Bedienpunkt, und somit wurde der Güterverkehr im Worblental im Dezember 2012 ganz eingestellt. Die Dreischienengleisanlage bleibt bis zum Betonwerk Worblaufen für dienstliche Zwecke (vor allem Schottertransporte) erhalten.
Im August 2021 wurde der erste E-Bus in Betrieb genommen. Bis 2032 sollen alle heute 31 Dieselbusse ersetzt sein.
In der Nähe des Bahnhofs Büren zum Hof kam es am 31. März 2023 zu einer Entgleisung mit zwölf Verletzten. Als Ursache werden sehr starke Windböen vermutet. Kurz zuvor meldete bereits Aare Seeland mobil ein vergleichbares Ereignis.
Der stetige Ausbau und die Verdichtung des Fahrplans führten zu einer starken Passagierzunahme. Auf den Bahnstrecken werden jährlich rund 18 Millionen Passagiere befördert.
Voraussichtlich im Oktober 2023 werden erste Testfahrten für den vollautomatischen Zugbetrieb ohne Lokführer starten.

## RBS-Bahnhof Bern

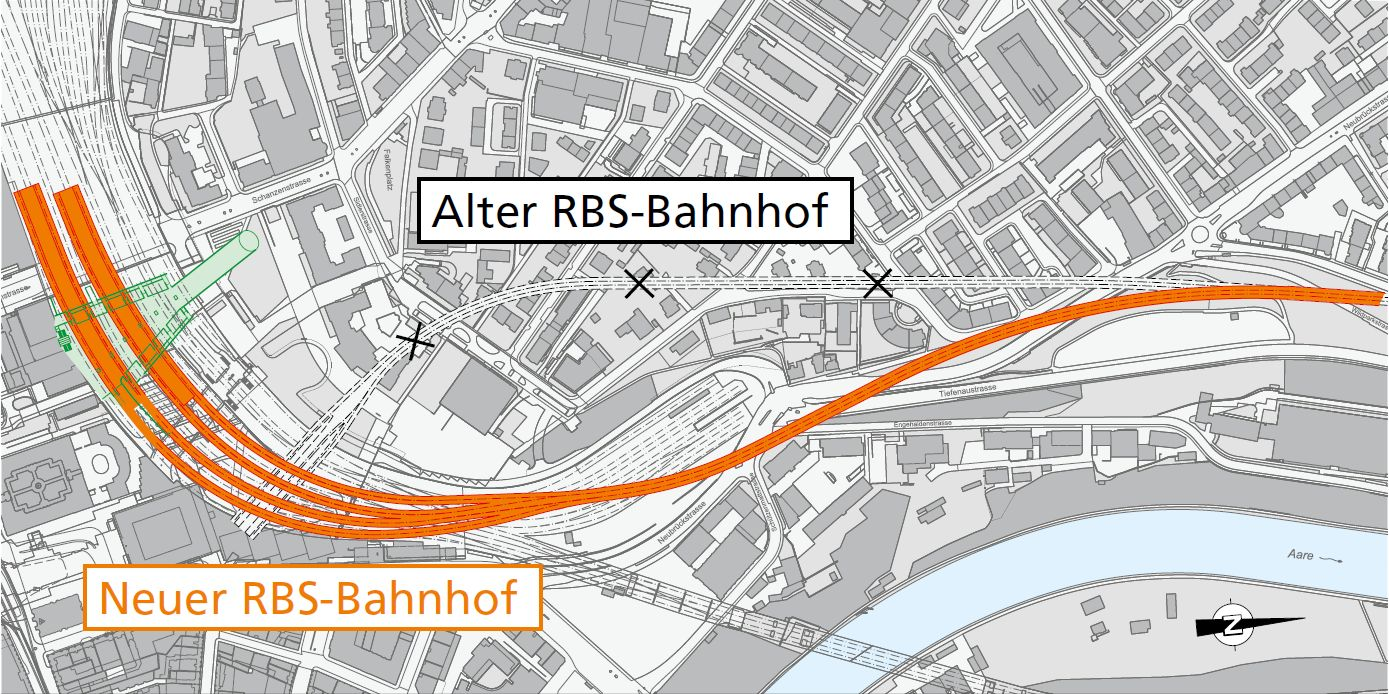
Karte zur Lage des neuen RBS-Bahnhofs Bern und Zugangstunnel

Der RBS-Bahnhof Bern wurde 1965 eröffnet und war ursprünglich für 16'000 Personen ausgelegt. Heute passieren ihn bis zu 60'000 Personen täglich.
Mit dem Ausbau des Fahrplans 2014 erreichte der heutige RBS-Bahnhof seine Kapazitätsgrenze. Das heisst, der RBS kann danach weder den Fahrplan weiter verdichten noch längere Züge einsetzen. Gemeinsam mit SBB und BLS verfolgt der RBS das Projekt «Zukunft Bahnhof Bern», um eine Entlastung für den Bahnhof Bern zu erreichen.

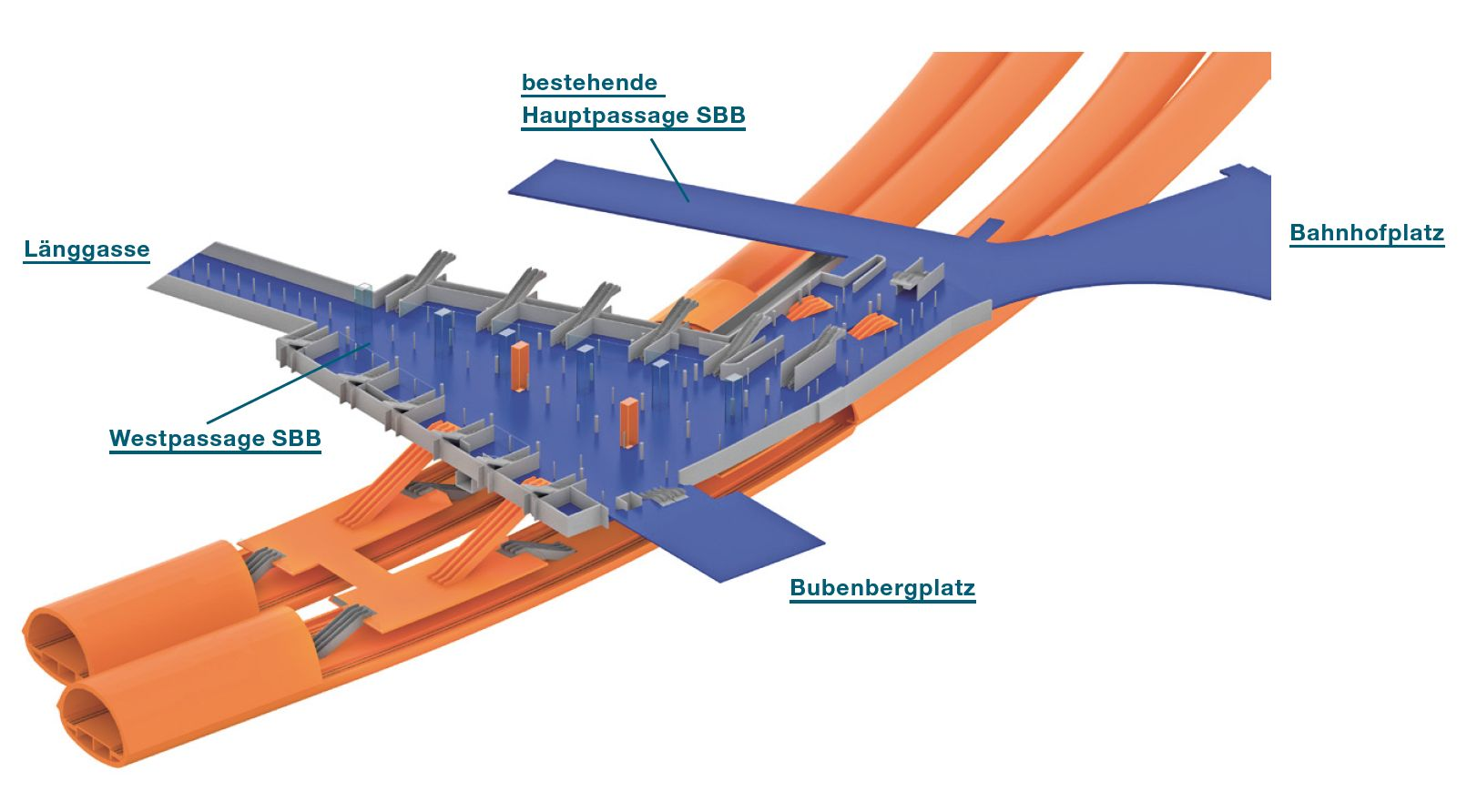
3D-Übersicht neuer RBS-Bahnhof Bern

### Geplante Massnahmen
Im Rahmen des Projekts «Zukunft Bahnhof Bern» wurden über zwanzig Um- und Ausbauvarianten für den RBS-Bahnhof erarbeitet und untersucht. Gewählt wurde schliesslich die Variante eines neuen RBS-Bahnhofs unter dem bestehenden SBB-Bahnhof. Geplant wurde ein viergleisiger RBS-Bahnhof, der unterhalb der Gleise 2 bis 7 des heutigen SBB-Bahnhofs liegen soll. Der neue Bahnhof soll aus zwei grossen unterirdischen Räumen mit je zwei Gleisen und einem 12 Meter breiten Mittelperron bestehen. Die Perron-Ebene soll mit den RBS-Gleisen rund 17 Meter unter den SBB-Passagen (Haupt- und Westpassage) liegen. Die RBS-Verteil-Ebene soll den Zugang zum Fern- und S-Bahn-Verkehr und zur Stadt gewährleisten.
Die Ebenen sollen miteinander durch Rolltreppen und Lifte verbunden werden.
Als Zugang ist ein neuer, 700 Meter langer, zweigleisiger Tunnel geplant, der aus dem bestehenden RBS-Schanzentunnel abzweigt. Dieser neue Tunnel soll weitgehend unter dem Strassen- und Bahnareal verlaufen. Der unter dem Länggassquartier verlaufende RBS-Tunnel wird aufgegeben. Mit der Realisierung des neuen Bahnhofs wird der Bahnbetrieb im heutigen RBS-Bahnhof aufgegeben. Der Raum wird somit frei für eine anderweitige Nutzung.
Der Baubeginn für den neuen RBS-Bahnhof war 2017, die Eröffnung ist für Ende 2029 geplant.

## Tramlinie 6

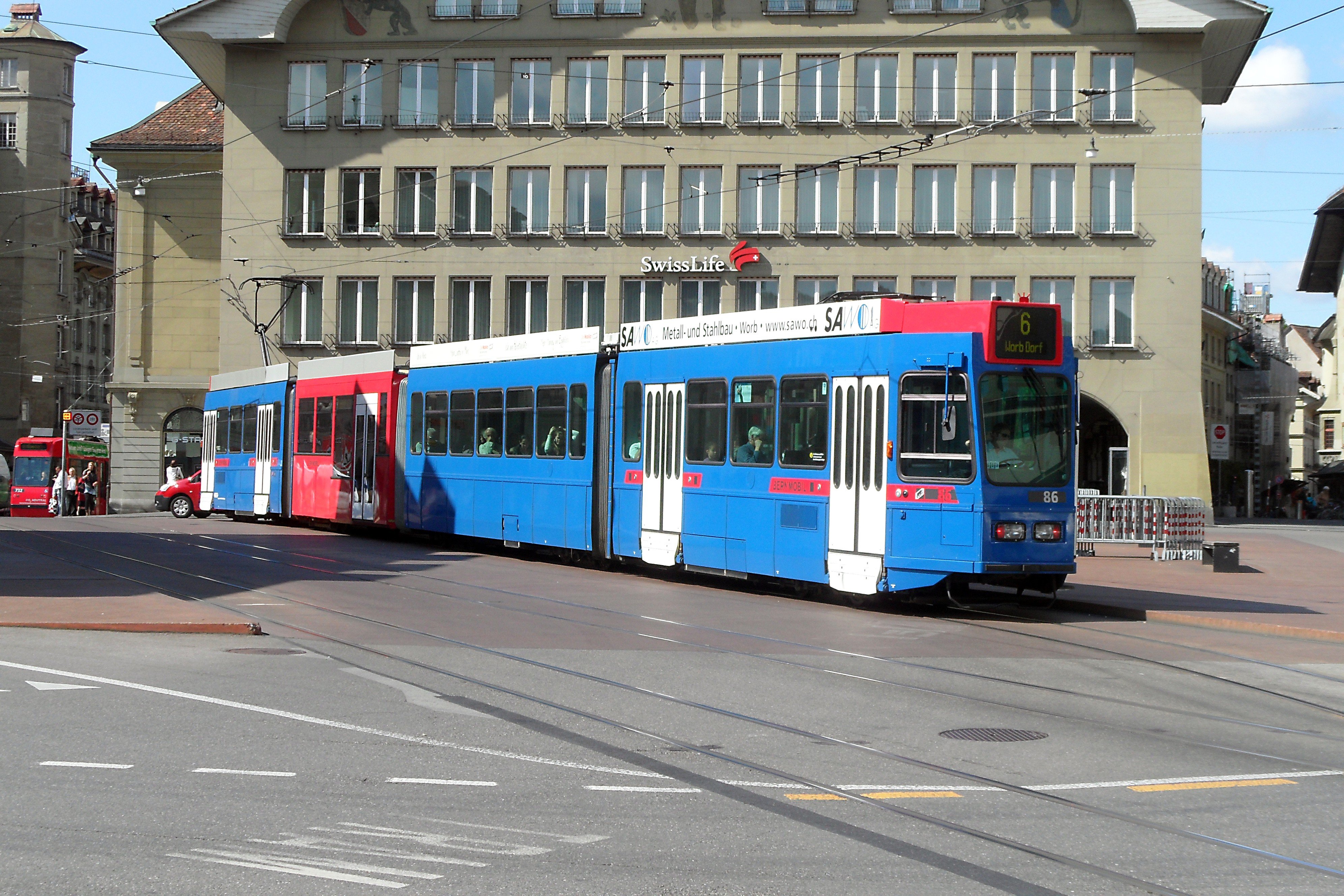
»Muritram« Be 4/10 86 der Tramlinie 6 an der ehemaligen Endhaltestelle Bern Zytglogge, 2011

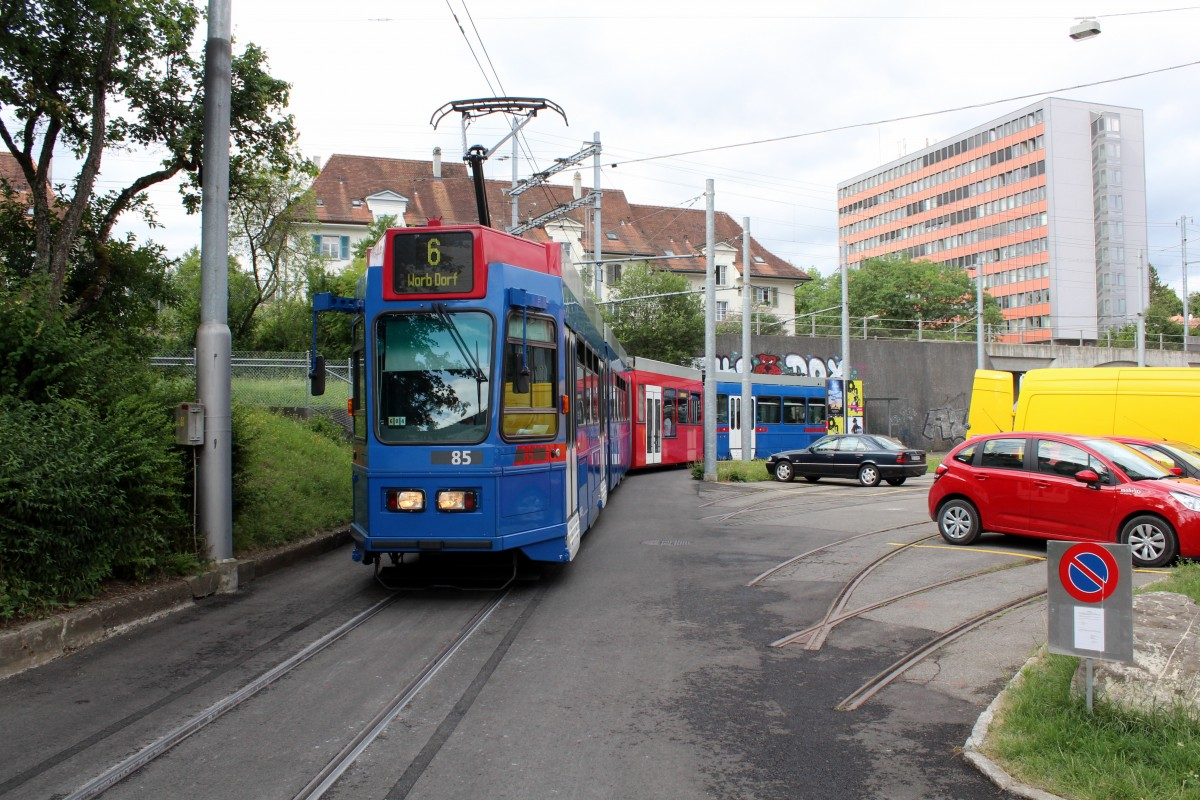
Die neue Endstation Fischermätteli der Linie 6

Die ehemalige Linie G wurde zum Fahrplanwechsel im Dezember 2010 Bernmobil übertragen, die sie mit ihrer ehemaligen Linie 5 zur neuen Linie 6 verknüpfte. Damit entstand eine Tram-Durchmesserlinie von Bern Fischermätteli über den Bahnhof Bern nach Worb. Weil die vorhandenen neun Tramzüge der RBS (Be 4/10) dafür nicht ausreichten, mussten einige Combinos (Be 6/8) von Bernmobil an die Anforderungen des Eisenbahnbetriebs angepasst werden. Dafür wurden sie unter anderem mit Fahrzeuggeräten der Zugbeeinflussung, Zugfunk und Signalpfeifen ausgerüstet. Der RBS fuhr mit seinen Tramzügen und Tramführern im Auftrag von Bernmobil, Bernmobil-Personal fährt die Combinos sowie einige Leistungen auf den Be 4/10 des RBS. Seit Ende 2024 wird die Strecke nur noch von den neuen Tramlink-Zweirichtungsfahrzeugen von Bernmobil befahren. Beim Betrieb der Infrastruktur gab es keine Änderungen.

## Buslinien

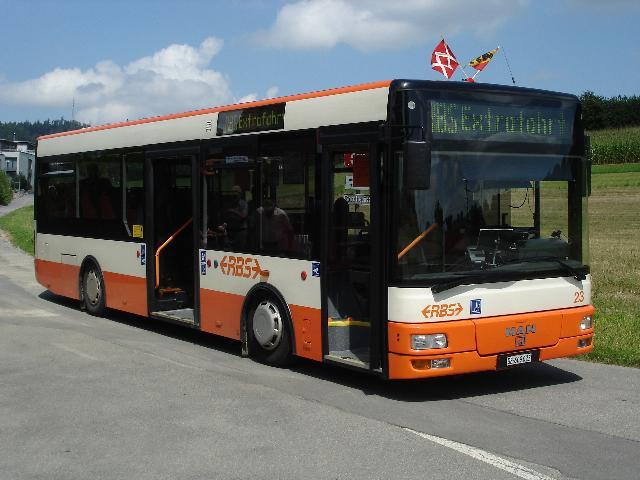
MAN-Bus des RBS im Jahr 2007 in Bolligen

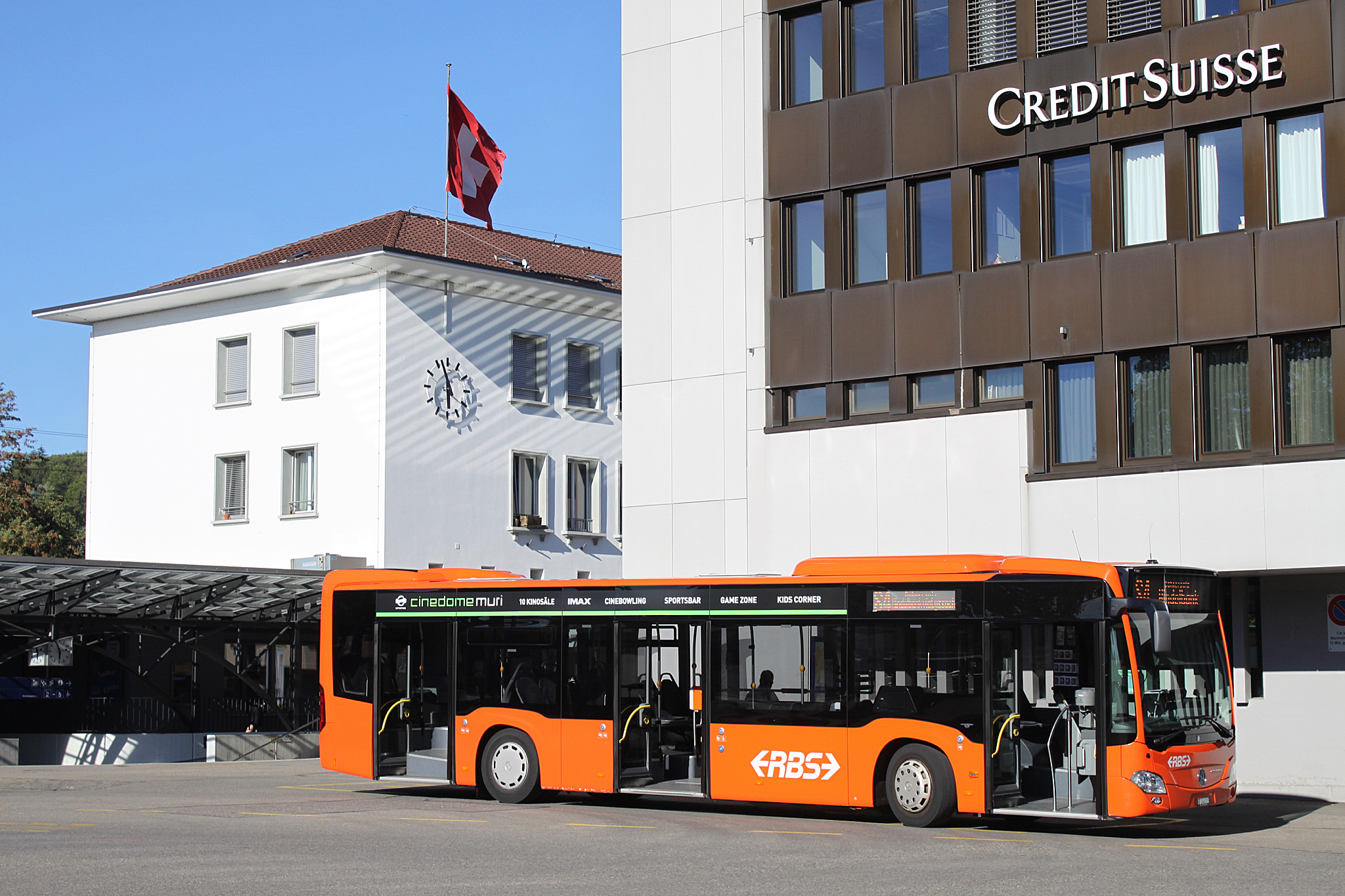
Mercedes-Benz Citaro im orangen Anstrich in Burgdorf

Der RBS betreibt neben den Bahnstrecken elf Buslinien in Bern und Umgebung und acht weitere Buslinien im Grossraum Lyss–Bucheggberg–Jegenstorf. Die Nummerierung ist mit dem Tarifverbund Bern-Solothurn abgestimmt.
| Linie | Strecke                                                                                  | Bemerkung                                                |
| ----- | ---------------------------------------------------------------------------------------- | -------------------------------------------------------- |
| 8     | Solothurn – Büren an der Aare                                                            |                                                          |
| 33    | Worblaufen – Reichenbach – Bremgarten                                                    | Nur Mo–Sa                                                |
| 34    | Unterzollikofen – Hirzenfeld                                                             | Abends bis Bern Bahnhof, anstelle S9                     |
| 36    | Breitenrain – Worblaufen – Zollikofen – Münchenbuchsee                                   | Mo–Fr abends sowie Sa–So nur Zollikofen – Münchenbuchsee |
| 38    | Schönbühl – Bäriswil – Mattstetten                                                       |                                                          |
| 40    | Kappelisacker – Papiermühle – Schosshalde – Egghölzli – Muri – Allmendingen / Sonnenfeld |                                                          |
| 41    | Zollikofen – Kappelisacker – Papiermühle – Breitenrain                                   | Nur Hauptverkehrszeiten sowie mittags (Mo–Fr)            |
| 43    | Ittigen Bahnhof – Kappelisacker – Ittigen Bahnhof                                        | Orts-Ringbuslinie, Mo–Sa                                 |
| 44    | Bolligen – Ostermundigen – Gümligen                                                      |                                                          |
| 46    | Bolligen – Habstetten                                                                    |                                                          |
| 47    | Bolligen – Mannenberg                                                                    |                                                          |
| 48    | Papiermühle – Kappelisacker – Lutertal – Habstetten – Bolligen Bahnhof                   | Abendkurse anstelle der Linien 40/43/46/47               |
| 362   | Lyss – Schnottwil                                                                        |                                                          |
| 363   | Lyss – Grossaffoltern – Bätterkinden                                                     |                                                          |
| 367   | Ortsbus Lyss                                                                             | Nur Mo–Sa                                                |
| 368   | Ortsbus Lyss                                                                             | Nur Mo–Sa                                                |
| 871   | Wengi b. Büren – Jegenstorf                                                              |                                                          |
| 884   | Bätterkinden – Utzenstorf – Koppigen                                                     | Nur Mo–Sa zu den Hauptverkehrszeiten                     |
| 898   | Büren an der Aare – Zollikofen                                                           |                                                          |

## Fahrzeuge

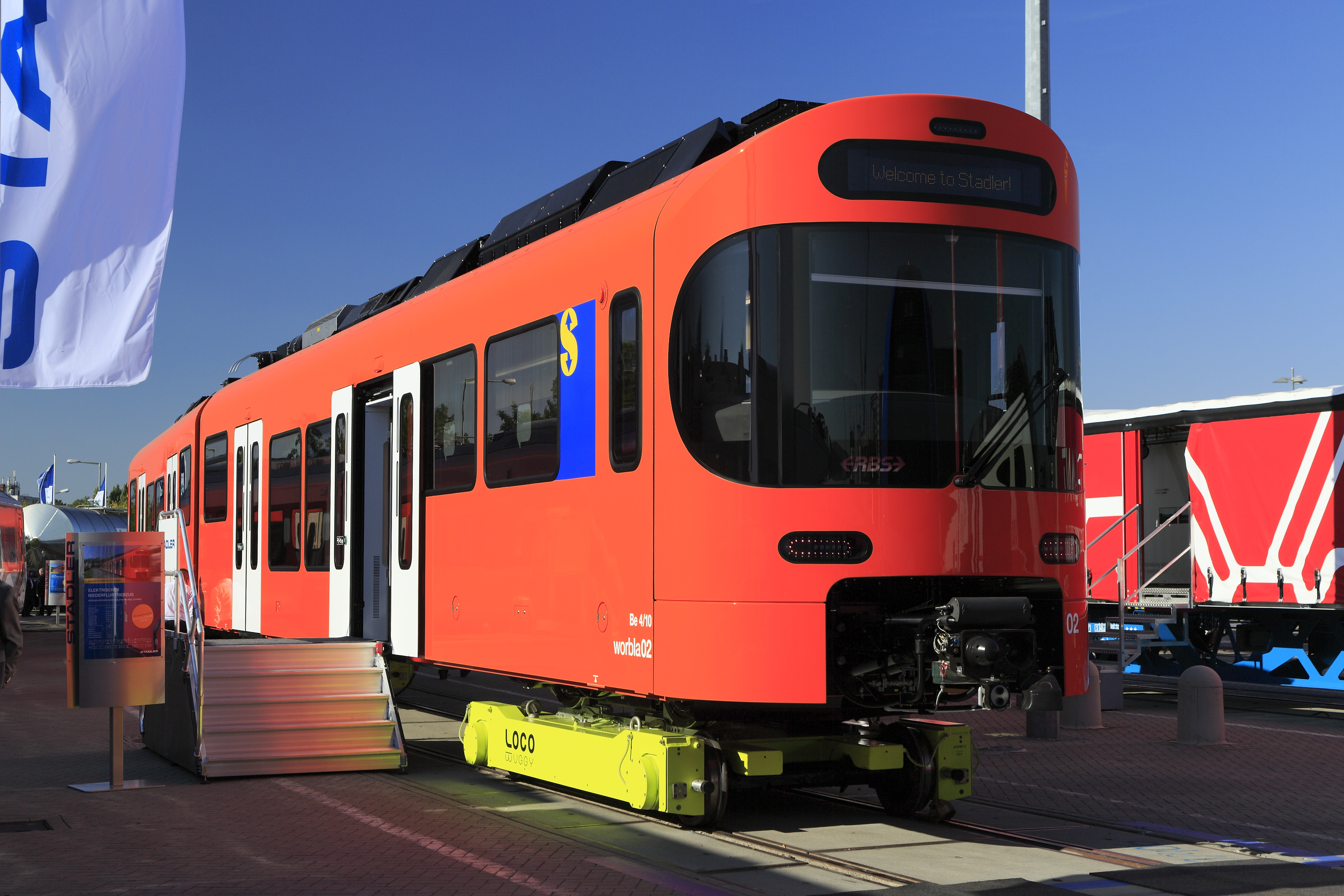
Be 4/10 Worbla auf der InnoTrans 2018 in Berlin

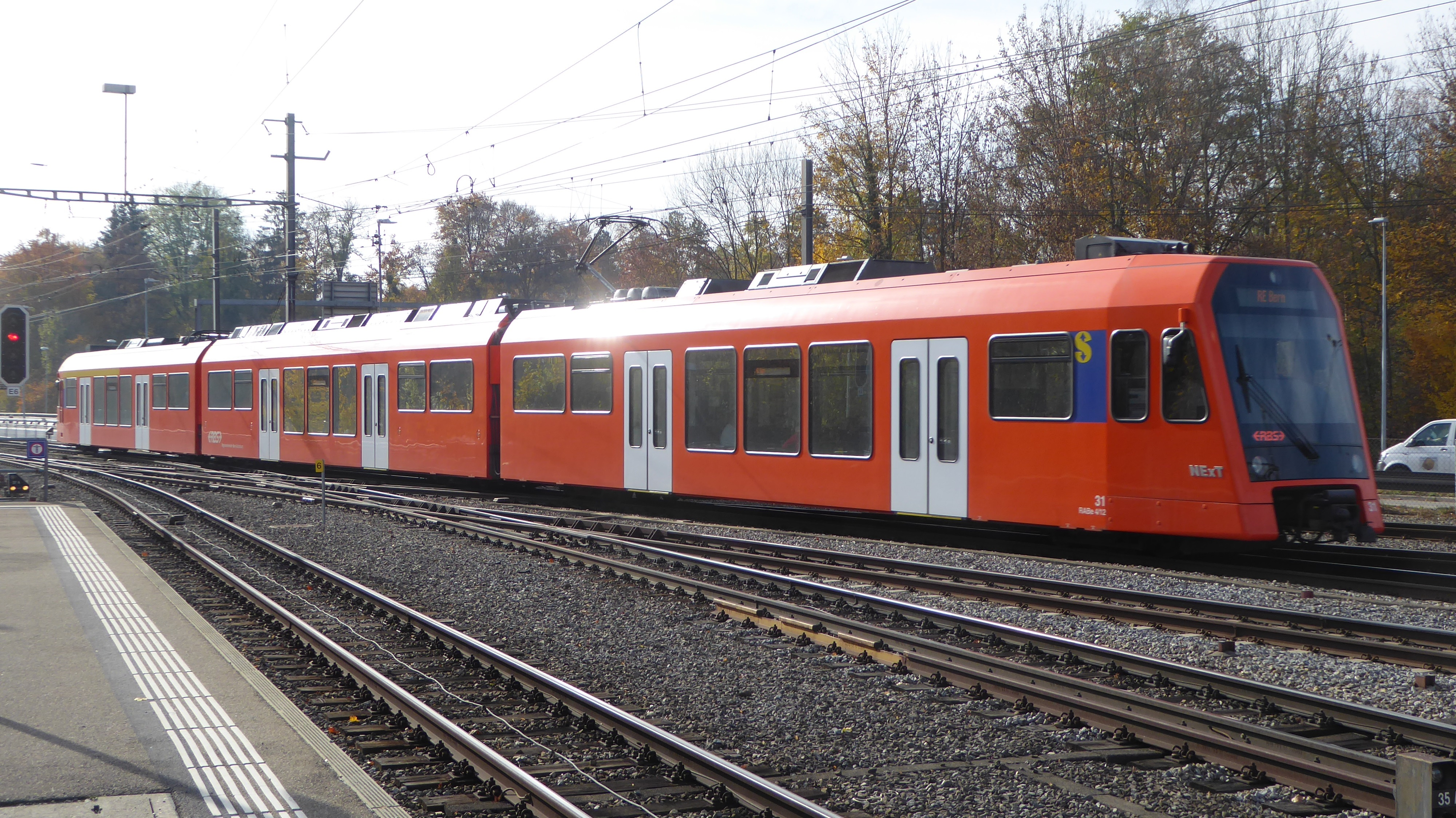
RABe 4/12 NExT in Worblaufen

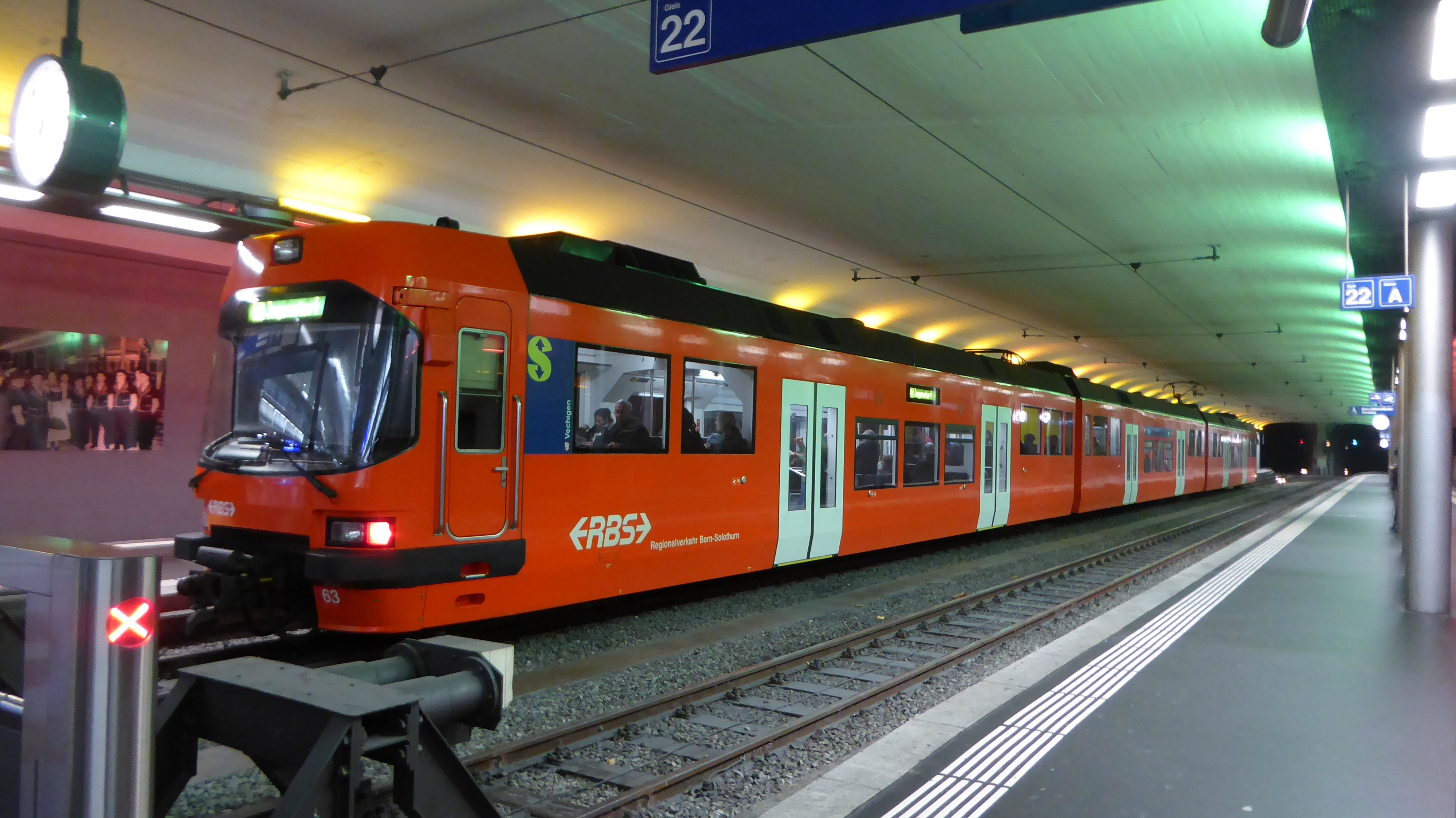
Dreiteiliger Be 4/12 Seconda im unterirdischen Bahnhof Bern RBS

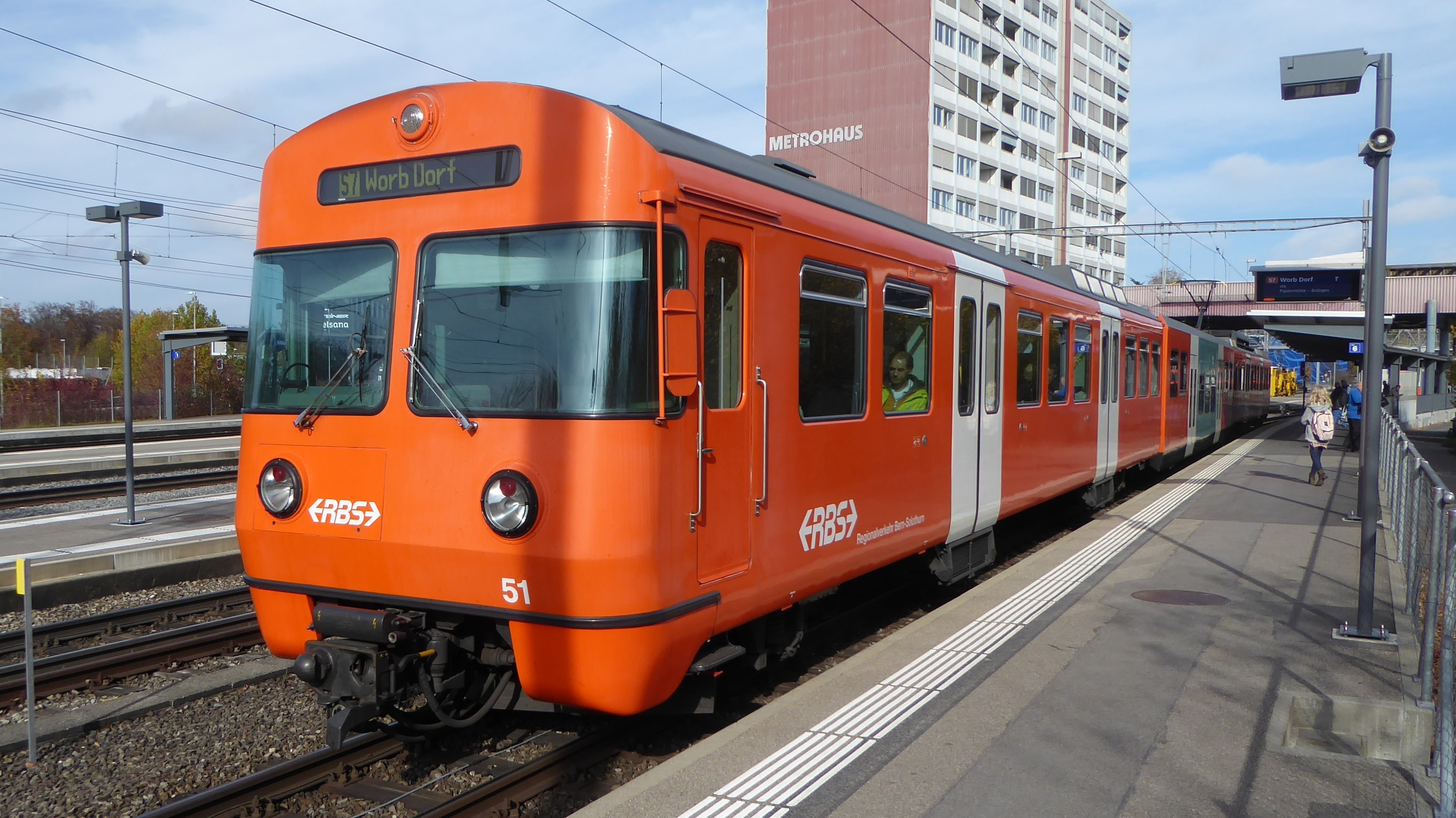
Dreiteiliger Be 4/12 Mandarinli in Worblaufen

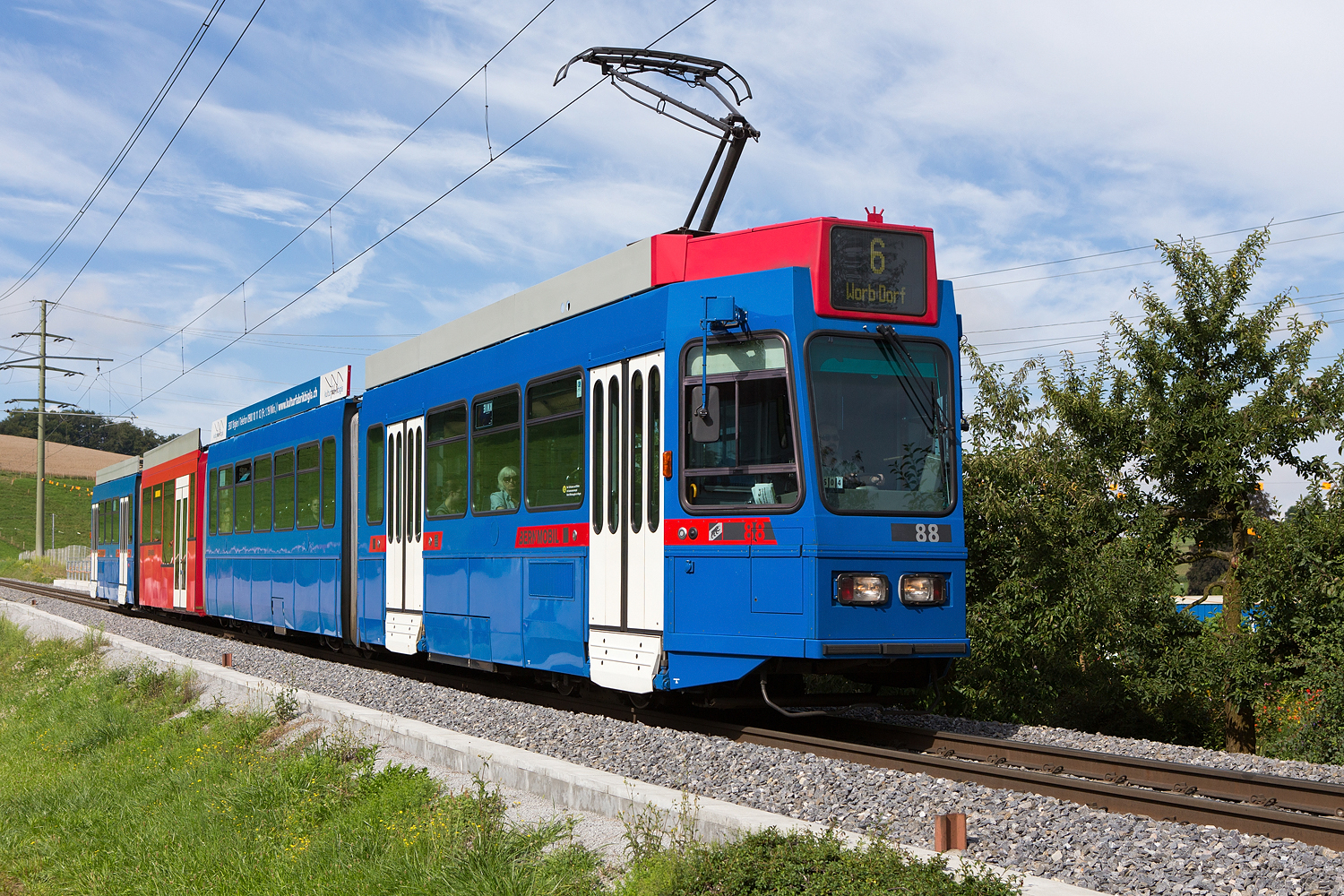
Muritram Be 4/10 bei Worb

### Linienverkehr
Triebwagen/Triebzüge
- 16 Be 4/10 01–16 (2018–2019/2024) worbla

Einsatz: S7, S9, S7 Zusatzzug Bolligenpendel und morgendlicher Zusatzzug Fraubrunnenexpress FBEx (geführt mit worbla oder Seconda)
- 14 RABe 4/12 21–26 (2009/2012–13) NExT,
RABe 4/12 27–34: Nachbauserie
Einsatz:  RE Bern–Solothurn
Triebzug Nr. 32 nach Unfall in Büren zum Hof, längerfristig ausser Betrieb
- 11 ABe 4/12 62–72 (1991–1993), La Prima, Primeli; Einsatz früher: RE Bern–Solothurn
Be 4/8 62–64 (1993), 2002 durch Zwischenwagen zu ABe 4/12 verlängert
ABe 4/8 65–72 (1992), 1994/1995 durch Zwischenwagen zu ABe 4/12 verlängert, ab 2010 Modernisierung
Modernisierung/Umbau zu Be 4/12 Seconda; 70 und 72 (2010), 66 (2012), 62–65, 67–69 und 71 (2013), 72 Vollwerbung Shoppyland Schönbühl (2024)
Einsatz: Linien S8, S9, Zusatzzug Fraubrunnenexpress (FBEx) sowie von August 2021 - ~April 2022 als Mischtraktion mit RABe 4/12 (wegen ZSL-Ersatz in den NExT)
- 1 Be 4/8 56 (1974/1977–1978); Mandarinli; Einsatz früher: S7
durch Niederflur-Zwischenwagen B 41–56 (2001–2002) zu Be 4/12 verlängert; Be 4/8 44 2011/12 abgebrochen, Be 4/8 41, 42, 45, 46, 48 2013 abgebrochen, Be 4/8 49 2016/17 abgebrochen, Be 4/12 47, 50-55, 58 2019 abgebrochen, Be 4/12 59-61 2019 ausrangiert und abgestellt. 41 42 44 45 46 48 49   47 50 51 52 53 54 55 57 58 59 60 61
Be 4/8 56 Ausser Betrieb remisiert, nicht betriebsfähig

Traktoren
- Xm 1/2 152 (1990/2002); Stopfmaschine; Worblaufen
- Xaf 2/2 153 (2006); Worblaufen Depot 4
- Tm 2/2 162 (1932/1967, Umbau 1972/76); ex. SBB Tm 492 (Brünigbahn); Werkstatt Solothurn
- XTmf 3/4 163 (2018) Plasser&Theurer, Elektrodienst
- XTmf 3/4 164 (2022) Plasser&Theurer, Elektrodienst
- Tmf 2/2 165–166 (1996); Bahndienst
- Tmf 2/2 167-168 (2010) Schöma ("Max" und "Moritz"); Bahndienst
- Tmf 2/2 169 (2017) Schöma ("Emma"); Bahndienst

Wagen
- diverse Dienstwagen und Rollböcke

### Museumswagen
Triebwagen

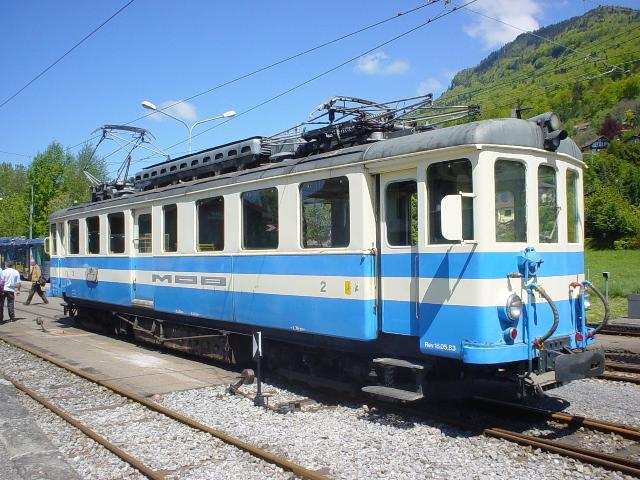
Zurück zur Restaurierung in Solothurn: MOB-Triebwagen BDe 4/4 36, ehemals VBW BDe 4/4 36, ehemals WT CFe 4/4 101, hier 2003 in Blonay

- Bre 4/4 1001 (1916, Umbau 1959 und 1987); ex. Bre 4/4 1, ex. SZB CFe 4/4 11; Pendler-Pintli; letzter Planeinsatz bis Dezember 2009 Linie S7 (Bolligenpendel)
- CFe 4/4 1011 (1916)
Umbau 1956 zu BDe 4/4 24; Restauration 1991 zu CFe 4/4 11; «Hoschtet Schnägg»
- BDe 4/4 36 (1913; Umbau 1951); ex. WT CFe 4/4 101; 1988: Verkauf an Montreux-Berner Oberland-Bahn; 21. November 2007: Rückkehr auf das Netz des RBS. Der Verein Ds Blaue Bähnli und der RBS haben den Triebwagen innert sechseinhalb Jahren wieder in den VBW-Zustand zurückversetzt und im August 2013 zum 100-Jahr-Jubiläum der Worblentalbahn wieder in Betrieb genommen.

Steuer- und Personenwagen
- C4 61 (1916); passend zu CFe 4/4 11 «Hoschtet Schnägg»

### Ausrangiertes Rollmaterial
Triebwagen

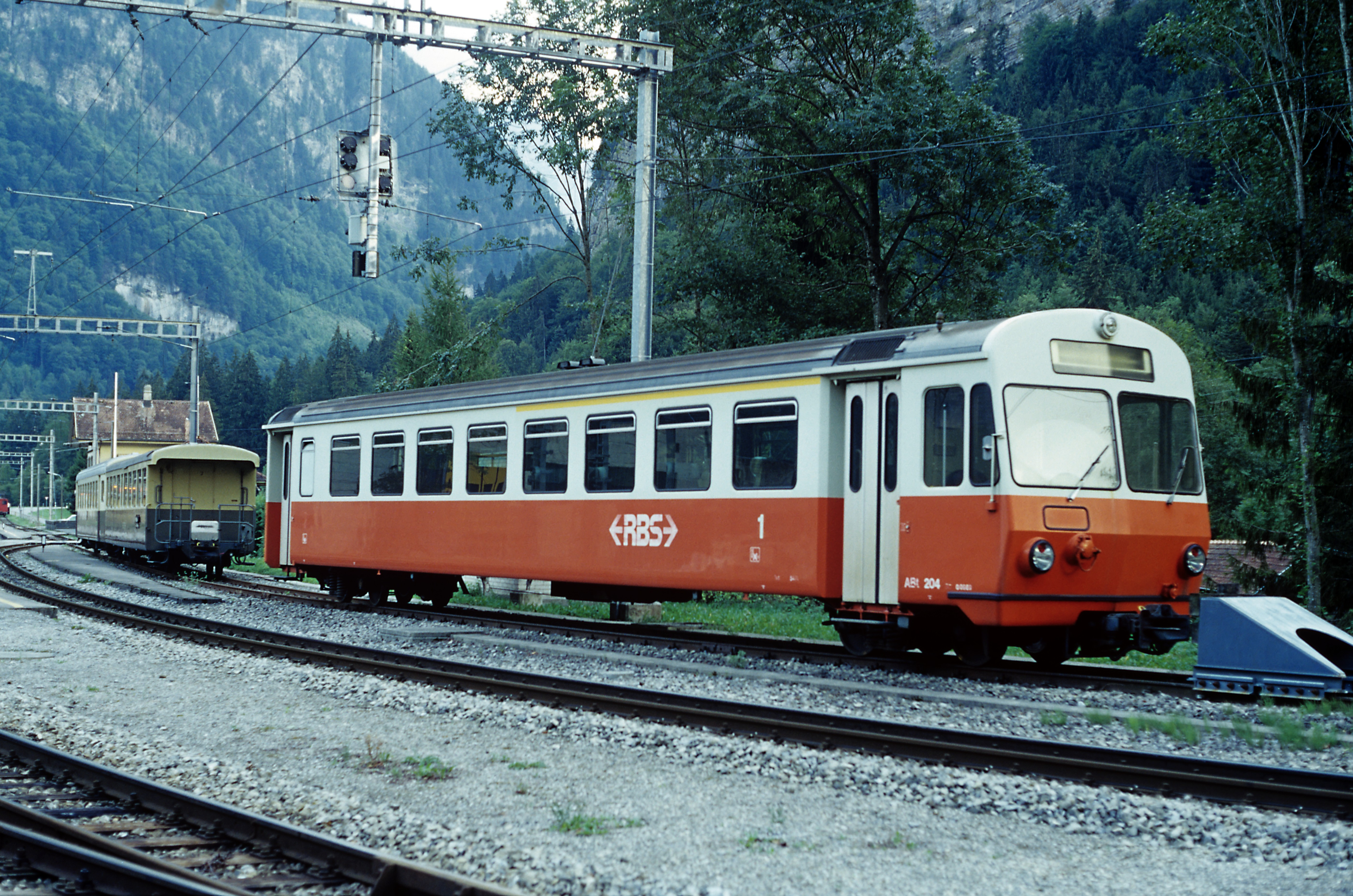
Der von der Berner Oberland-Bahn gekaufte ABt 204 im Bahnhof Zweilütschinen vor der Anpassung

- Be 4/8 44 ex VBW (1974): 2011 ausrangiert und abgebrochen
- Be 4/8 41, 42, 45, 46 ex VBW; 48 ex SZB (1974): 2013 ausrangiert und abgebrochen
- Be 4/8 49 ex SZB (1974): 2016/17 abgebrochen
- Be 4/12 47 ex VBW (1974), 50-52 ex SZB (1974), 53-55, 58 ex SZB (1977) 2019 abgebrochen (inklusive Mittelwagen von 2001/02)
- Be 4/4 3 ex SZB BCFe 4/4 3 (1929, Umbau 1955 und 1989): 2005 ausrangiert und abgebrochen
- BDre 4/4 4 ex SZB ABFe 4/4 4 (1950, Umbau 1981): 2005 ausrangiert und abgebrochen
- BDe 4/4 5 ex SZB BCFe 4/4 5 (1950): 1995 ausrangiert und abgebrochen
- BDe 4/4 6 ex SZB BCFe 4/4 6 (1950, Umbau 1981): 2009 ausrangiert und Abgabe an den Tramverein Bern (TVB), der diese in Aarberg einlagert
- BDre 4/4 21 bis 23 ex SZB CFe 4/4 21 bis 23 (1955, Umbau 1983–1986): 2005 ausrangiert und abgebrochen
- Be 4/4 74 ex VBW Be 4/4 43 (1961): 1997 Verkauf an die Meiringen-Innertkirchen-Bahn; 2007 Abbruch (Rückkehr zum RBS als historischer Triebwagen wegen zu hoher Kosten für die Asbestsanierung gescheitert)
- 9 Be 4/8 81–89 (1987–1988); Muritram: 2010 Umbau zu Be 4/10 (Einbau eines Niederflurmittelteils von Stadler), 2024 ausrangiert

Gepäcktriebwagen
- De 4/4 101 ex SZB Fe 4/4 35 (1961): 2011 ausrangiert und abgebrochen
- De 4/4 102 ex SZB Fe 4/4 36 (1965): 2006 ausrangiert und abgebrochen
- De 4/4 103 (1975): 2007 ausrangiert und abgebrochen
- De 4/4 105 ex VBW Fe 4/4 60 ex Ge 4/4 (1924, Umbau 1959): 1999 ausrangiert und abgebrochen

Lokomotiven
- Ge 4/4 111 ex VBW Ge 4/4 61 (1927) AEG, für Schneeräumung (Linie 6) stationiert in Worb, seit April 2019 in Worb Dorf bzw. ab November 2019 in Solothurn remisiert. Occasion 1957 von der Hagener Strassenbahn (Deutschland) übernommen. Sie war dort als Lokomotive Nummer 1 auf der Kleinbahn Haspe–Voerde–Breckerfeld unterwegs, 2022 an Bergisches Strassenbahnmuseum abgegeben.
- Ge 4/4 112 ex VBW Ge 4/4 62 (1927) AEG, für Schneeräumung, seit 2018 in Solothurn remisiert, 2021 an die Elektrische Tatrabahn, Tatranská elektrická železnica (TEŽ), abgegeben[11][12]. Occasion 1967 von der Hagener Strassenbahn (Deutschland) übernommen. Sie war dort als Lokomotive Nummer 3 auf der Kleinbahn Haspe–Voerde–Breckerfeld unterwegs.
- G(e)m 4/4 121 (1912); für Fahrleitungssprühfahrten (zum Frostschutz), seit 2016 in Egolzwil remisiert
- Gem 4/4 122 ex SZB Fe 4/4 33 ex 21 (1916): 1996 ausrangiert und Verkauf an La Traction

Traktoren
- Xm 1/2 151 (1910, Umbau 1925/66); Tramremise Worb, 2018 nach Tschechien abgegeben
- Tm 2/2 161 (1966/2002); ex. SBB Tm II 596 (Brünigbahn); Werkstatt Worbboden, 2017 an die Ballenberg-Dampfbahn abgegeben

Steuerwagen
- ABt 201–202, passend zu den Triebwagen 1 bis 6 und 21 bis 23; verkauft an LSE, heute Zentralbahn ABt 931–932
- ABt 203–207, passend zu den Triebwagen 1 bis 6 und 21 bis 23; verkauft an Berner Oberland-Bahn (BOB) als ABt 411–415
- Bt 211 bis 216 und 223, passend zu den Triebwagen 1 bis 6 und 21 bis 23: 211 und 213 verkauft an Bayerische Zugspitzbahn, eingerichtet zur Fernsteuerung des Beh 4/4 309 ex BOB ABeh 4/4 309
- Bt 221 bis 222 (1954); passend zu 1–6/21–23, nach Einbau ZSL-90 nur noch zum Bre 4/4 1; bis Dezember 2009 Linie S7 (Morgenspitze)
- Bt 232; Wagenkasten in Münsingen noch vorhanden

### Werbefahrzeuge
- Be 4/8 56
1997–2001: Swisscom (Farbe: Blau-Weiss)
- Be 4/12 56
2001–2005: Valiant Bank (Farbe: Violett-Weiss)
- Be 4/8 81
2001–2004: 1to1 (Variante 1; Farbe: Weiss)
2004–2007: 1to1 (Variante 2; Farbe: Weiss-Blau-Gelb)
- Be 4/8 89
2006–2008: Gerber AG, Münsingen (Farbe: Gelb-Braun)